# 멜라니 스미스
멜러니 스미스(Melanie Smith, 1962년 12월 16일 ~ )는 미국의 배우이다.
스크랜턴에서 태어났다.

## 출연 작품
- 라스트 호러 무비 (2003년)
- 나이트 헌터 (1995년)
- 살인 인형 (1993, The Baby Doll Murders)
- 트랜서 3 (1992년)

### 텔레비전
- 사인필드 (1990년)
- 애즈 더 월드 턴즈 (1956년)